# Paul Deltombe
 (juillet 2018).
Pour les articles homonymes, voir Deltombe.
Paul Deltombe, né le 6 avril 1878 à Catillon (Nord) et mort le 8 août 1971 à Champtoceaux (Maine-et-Loire), est un peintre et décorateur français.

## Biographie
Né dans une famille de fonctionnaires, Paul Deltombe n'est en rien prédestiné à la peinture. Quand il entre au lycée de Saint-Dié (Vosges) en 1892, il n’a, dit-il, jamais vu un tableau. Le lycéen manifeste cependant un goût précoce pour le dessin. Son ami et biographe, Roger Vrinat, raconte qu’il « séchait » les récréations pour aller dessiner et qu’il assistait son professeur de dessin dans la correction des devoirs de ses camarades. Son baccalauréat en poche, l’artiste en herbe se tourne toutefois vers la philosophie, discipline plus encline à satisfaire son penchant intellectuel. Mais une impérieuse raison de santé lui interdit l’université, si bien qu’il choisit la peinture.
En 1896, Paul Deltombe entre à l’école des beaux-arts de Lille, où il est admis dans l’atelier de Pharaon de Winter. Il s'y lie avec le peintre Victor Dupont, avec lequel il expose dès février 1901 au Salon de la Plume. Celui-ci forme plusieurs générations d’artistes lillois, dont Médéric Bottin qui sera l’un des premiers compagnons de route de Deltombe. Ce dernier, sur les pas de son ami, rejoint, en 1900, l’École des beaux-arts de Paris où il suit quelque temps les cours de Léon Bonnat, puis ceux de Tony Robert-Fleury, avant de se faire expulser de l’institution. Sanctionné pour son inclination précoce pour l’art impressionniste, il trouve refuge à l’Académie de la Grande Chaumière, fondée en 1902. Sur place, il fait la connaissance d’Henri Matisse, venu s’initier à la sculpture auprès d’Antoine Bourdelle. L’amitié qu’ils noueront par la suite n’est sans doute pas étrangère à leurs racines communes, les deux peintres nordistes étant natifs du même canton.

### La rencontre avec Signac
Refusé au Salon des artistes français, Deltombe expose durant quelques années au Salon de la Société nationale des beaux-arts, avant de trouver, aux cimaises du Salon des indépendants, le lieu et les œuvres des amis peintres auxquels il s’attachera fidèlement. Il y retrouve Henri Matisse, mais surtout Paul Signac, fondateur du Salon des indépendants, qui lui présente ses compagnons de la première heure, dont Maximilien Luce, vice-président du Salon, avec qui Deltombe cultive des affinités stylistiques. Signac trouve en Deltombe un zélé collaborateur dans l’organisation annuelle du Salon des indépendants. Nommé, tour à tour, secrétaire-adjoint (1909), secrétaire (1912), puis secrétaire-général (1914), le président Signac, dans une lettre du 2 mars 1931, félicite son fidèle collaborateur pour sa nomination au rang de Vice-président honoraire du Salon des indépendants.

### Influences fauvistes et pointillistes
Dès sa première apparition au Salon des indépendants, en 1902, Deltombe se montre perméable aux dernières tendances de l’art moderne. À cette occasion, le célèbre collectionneur Ivan Morozov (1871-1921) lui achète un tableau. Par le biais de Matisse, qu’il côtoie à l’Académie de la Grande Chaumière, il est au cœur de l’arène quand les « fauves » défraient la chronique au Salon d'automne de 1905, auquel il participe également. Leur impact est net dans les natures mortes contemporaines de Deltombe : il y fait preuve, à son tour, d’une véritable audace chromatique. Sa Nature-morte à l’aubergine, par exemple, n’aurait, sans doute, pas dépareillé dans la « cage au fauve ». Aux couleurs intenses, le peintre oppose la sobriété de la mise en page et la rigueur de la composition. Cette manière de composer invite la critique de l’époque, à comparer ses natures-mortes, à celles antérieures de Paul Cézanne.

### Entre divisionnisme et impressionnisme
En 1908, toujours, Deltombe a décidément le vent en poupe. Il est sollicité par les galeries parisiennes d’avant-garde, comme celle de Berthe Weill. La galeriste de Pablo Picasso et de la tribu des fauves (Charles Camoin, André Derain, Henri Manguin, Albert Marquet et Matisse) intègre des peintures de Deltombe à ses fameuses expositions de groupe entre 1903 et 1908. La technique divisionniste séduit aussi Paul Deltombe qui ne s’y adonne pourtant que brièvement. Ses deux seuls tableaux connus, usant de la fragmentation de la touche, ont tous deux été peints à Wargnies-le-Petit (Nord), en 1908. Par le style, ces œuvres s’apparentent aux toiles de Maximilien Luce ou de Charles Angrand qui, à cette date, ont déjà pris leur distance par rapport au divisionnisme original de Seurat. Dans le même temps, Deltombe adresse au Salon d'automne, L'Entrée du château de Wargnies-le-Petit, dont les ombres mauves et sinueuses empruntent autant à l'impressionnisme qu’à l'École de Pont-Aven. Ainsi, la peinture de Deltombe se situe, avant 1910, aux carrefours de ces diverses influences : impressionnisme, divisionnisme et même cloisonnisme, par le biais de ses natures mortes aux formes cernées de noir.
Ses vues de Wargnies-le-Petit ne sont pas sans évoquer les vues de villages peintes ou dessinées par Johan Barthold Jongkind et Jean-François Millet. Suivis par Deltombe, ils mélangent, chacun à leur manière, la tradition du paysage hollandais à celle de l’École de Barbizon, dont ils sont les initiateurs.

### Les ateliers de tapisserie
En 1912, son mariage avec Yvonne Berthault (1883-1963) née à Escoublac, attire Deltombe sur l’estuaire de la Loire. Lors de leur voyage de noces, le couple part en Italie dans la région de Florence durant près d'un an. Paul y découvre les maîtres florentins,la lumière et les couleurs du Sud ; il reviendra avec une collection d'aquarelles remarquables. À son retour en 1913, il peindra sa Nature morte au buste de Donatello, le portrait d’Yvonne à Pornichet, là où il s'installe durant la naissance de son premier fils Jean.
En 1914, la Première Guerre mondiale éclate, mais pour raison de santé Paul Deltombe n'est pas mobilisable ; il est néanmoins affecté et envoyé fin 1917 aux entrepôts de tapisserie de Nantes. Cette période va se révéler particulièrement féconde. Dès le 19 avril 1916, son épouse dépose le brevet d'un procédé de tapisserie particulier,le « point de Nantes ». Avec elle, Deltombe fait exécuter par des ouvrières dont le mari a été mobilisé, coussins , écrans et tapisseries sur des modèles qu'il a imaginés. Rapidement, la qualité de sa production attire les commandes d’autres artistes comme Maurice Denis, Pierre Laprade, Félix Vallotton et Louis Valtat qui auront plusieurs fois recours aux ateliers Deltombe pour traduire leurs peintures (cartons) en supports textiles. Les cartons et tapisseries des époux Deltombe sont exposés ensemble, à plusieurs reprises, à Paris à la galerie Druet et à la galerie Georges Petit, entre 1917 et 1926.
Cette production attire l'attention d'Antoine-Marius Martin, directeur depuis 1917 de l'École nationale des arts décoratifs d'Aubusson qui travaille à la rénovation de la tapisserie d'Aubusson. Il demande à Paul Deltombe des maquettes de tapisseries et celui-ci fournit des natures mortes pour tisser en 1919 un écran de cheminée — monté dans un bois de Pierre Lahalle — et en 1925 une assise de pouf — monté sur un bois de Paul Montagnac. Ces deux pièces, dont l'écran est cité en exemple dans l'ouvrage d'Antoine-Marius Martin La tapisserie de haute et de basse lisse publié en 1922, sont exposées sur le stand de l'ENAD Aubusson lors de l'Exposition internationale des Arts décoratifs de 1925 à Paris.

### Les bords de la Loire et la région nantaise
À partir de 1921, Paul et Yvonne Deltombe achètent petit à petit, le domaine de La Marionnière à Champtoceaux, sur les bords de la Loire, près de Nantes. Yvonne Deltombe (petite fille de Jacques-Yves Berthault) hérite de la villa « Malgré-tout » à Pornichet, avenue Yolande. De ses deux retraites, il s’isole de la vie artistique parisienne. Il y consent pour mieux renouer avec le fondement de sa vocation de peintre qui est basée sur l’amour de la nature, comme le rappelle Robert Vrinat dans les premières pages de la monographie qu’il lui consacre en 1965. Pendant les deux décennies qui suivent, Deltombe peint les subtils méandres de la Loire, les coteaux verdoyants et ensoleillés de Champtoceaux, et des communes voisines d’Oudon, de Drain et de La Patache. Au contact de la douceur angevine, le style de Deltombe évolue vers une poésie plus subtile qui l’éloigne progressivement de l’ampleur et de la sobriété de ses paysages du Nord.

### Nantes et l'École des beaux-arts
En 1931, Paul Deltombe est nommé directeur de l’École des beaux-arts de Nantes, poste qu’il occupe, avec dévouement, jusqu’en 1943. Pendant son directorat, il contribue, en qualité de membre de la Société des amis du musée des Beaux-Arts de la ville, à faire entrer dans les collections publiques des œuvres importantes de ses principaux amis, en particulier Albert Marquet, Louis Valtat et Maurice Denis. Des amitiés entretenues également par Yvonne Deltombe, qui reproduit en tapisserie les œuvres de ces artistes majeurs du XXe siècle.
De sa région nantaise, Deltombe continue d’adresser des envois réguliers aux différents salons de la capitale. Il expédie, jusqu’en 1959, des scènes de marchés colorées ou des ports de pêche animés, situés entre Pornichet et Batz-sur-Mer. Dans les terres environnantes, il peint notamment les églises et les presbytères de la Loire-Atlantique, dont les flèches gothiques tranchent sur l’azur du ciel.

### Paysages du Midi
Dans le Midi, Deltombe découvre aussi le motif de la montagne qui sert de toile de fond à certaines de ses vues maritimes. Il retrouve également les scènes de plage et de marchés populaires qu’il aimait peindre sur la côte Atlantique. Mais avant tout, la lumière intense du Sud invite Deltombe à adapter sa vision et sa technique picturale. Paysagiste dans l’âme, l’artiste procède toujours ainsi, remettant en cause les principes fondamentaux de sa peinture, en fonction de la géographie de ses déplacements.

### Deltombe portraitiste
Une part importante de l’œuvre de Deltombe est composée des portraits du peintre et de sa production de nus. Dès sa première participation au Salon des indépendants, Deltombe soumet à l’appréciation du jury un Portrait d’homme, suivi de nombreux autres. Dans ce domaine, son chef-d’œuvre de jeunesse est, sans doute, le portrait de l’artiste Louise Hervieu, peinte avec ses deux filles, en 1910. Deltombe ajoute, en 1933, le paysage vu par la fenêtre, avant de présenter l’œuvre retouchée au Salon des indépendants de 1933. Ce portrait collectif, dont la rondeur et le velouté de la touche rappellent ceux d'Auguste Renoir, contraste avec Le jeune Homme au violoncelle, présenté au même Salon, trois ans plus tôt. Ce dernier, résolument moderne, rivalise avec le portrait contemporain d’André Derain, Le Noir à la mandoline (Paris, musée de l'Orangerie).
La figure humaine, grandeur nature, apparaît aussi cycliquement dans les paysages de Deltombe sous la forme idyllique des pastorales. Ses femmes nues ou en partie dévêtues, en pied ou à mi-corps, portent des corbeilles de fruits ou participent aux travaux de champs.

### Postérité
Un an avant la mort du peintre, survenue à Nantes le 8 août 1971, le musée des Beaux-Arts de la ville rend un dernier hommage à son illustre professeur en organisant une vaste rétrospective de ses œuvres majeures. Trois ans plus tard, le public parisien a l’occasion de découvrir — ou de redécouvrir — l’artiste grâce à l’exposition rétrospective montée par la galerie Yves Jaubert.
En son hommage, Nantes lui dédie la rue Paul-Deltombe, Champtoceaux la place Paul-Deltombe, et Wargnies-le-Petit nomme son école Paul Deltombe en 2012.

## Œuvres dans les collections publiques
Belgique
Roisin, musée Verhaeren : plusieurs toiles données par l'artiste, localisation actuelle inconnue.
France
- Champtoceaux, mairie : Nature morte sur fond de paysage.
- Douai, collection publique[Laquelle ?] : L'Étang à Wargnies-le-Petit, achat de l'État en 1909.
- Le Cateau-Cambrésis, musée Matisse :
  - Fruits, huile sur toile, localisation actuelle inconnue ;
  - Bouquet de fleurs, huile sur toile, localisation actuelle inconnue ;
  - Wargnies-le-Petit ;
  - La Péniche ;
  - Avesnes-sur-Helpe ;
  - Bourg de Batz-Sur-Mer ;
  - Femme couronnée d'épis et de fleurs ;
  - La Sambre à Hautmont ;
  - La Plage du Croisic ;
  - La Patache à Oudon ;
  - Femme à la toilette ;
  - Fête nuptiale ;
  - La Patache à Champtoceaux ;
  - Pastorale, localisation actuelle inconnue ;
  - La Pointe de Pornichet, localisation actuelle inconnue ;
  - La Creuse, localisation actuelle inconnue.
- Le Havre[Où ?] : Nature morte aux fruits, achat de l'État 1927.
- Lille, palais des Beaux-Arts : Fruits et compotier, achat de l'État en 1908.
- Maubeuge, musée Henri-Boez :
  - Nature morte aux fruits devant un paysage méditerranéen ;
  - Coucher de soleil sur la Patache à Champtoceaux ;
  - Paysage dans la région de Catillon-sur-Sambre.
- Nantes, musée des Beaux-Arts :
  - Entrée du château de Wargnies-le-Petit, 1908 ;
  - Wargnies, 1906 ;
  - Jeune Homme au violoncelle, 1933 ;
  - Vue de Drain, 1935 ;
  - Nature morte aux fleurs, 1935 ;
  - Le Pré aux pommiers, 1928 ;
  - Fruits, 1924 ;
  - Fête pastorale, 1920.
- Paris :
  - musée d'Art moderne de Paris :
    - Paysage, 1935 ;
    - Vue de Saillé, 1955 ;
    - Vue de la Loire à Champtoceaux, 1927.

  - musée national d'Art moderne :
    - Paysage d'Arras ;
    - L'Église de Sebourg ;
    - Bouquet de fleurs, 1925 ;
    - Le Grau du Roi, localisation actuelle inconnue.
- Roubaix, La Piscine :
  - La Loire vue du Quarteron ;
  - Bords de Loire ;
  - La Cueillette, tapisserie au point de Nantes, portière, 183 × 120,5 cm ;
  - Fleurs, coussin, 60 × 40 cm.
- Saint-Nazaire[Où ?] : Bouquet de fleurs, dépôt de l'État en 1949.
- Sète, musée Paul-Valéry :
  - Nature morte aux pêches ;
  - Le Clocher de Bourg-de-Batz.
- Valenciennes, musée des Beaux-Arts :
  - Nature morte, 1909, achat de l'État ;
  - Le Triomphe, 1937, carton de tapisserie.
- Vannes, musée des Beaux-Arts La Cohue : Nature morte à l'aiguière.

## Expositions
Différentes expositions dans des galeries à Paris, Nantes, Saint-Nazaire, Nice, Villefranche, et lors de salons artistiques.
- 1970 : Paul Deltombe 1878-1971, musée des Beaux-Arts de Nantes.
- 1972 : Paul Deltombe 1878-1971, galerie Jaubert, Paris.
- Avril-mai 1973 : Paul Deltombe 1878-1971, musée Paul Valéry, Sète.
- 1974 : Paul Deltombe 1878-1971, rétrospective au palais des congrès de Saint-Jean-de-Monts.
- 1992 : Paul Deltombe 1878-1971, rétrospective au château de Sédières.
- 11 mai-25 juin 2000 : Paul Deltombe. Peintre de la lumière, rétrospective au Louvre des Antiquaires, Paris.
- 12 juin-7 juillet 2012 : French Naturalist Painters 1890-1950, The Fleming Collection, Londres.
- 17 juin-23 septembre 2018 : Premières de cordée. Broderies d'artistes, à l'origine de la Rénovation de la tapisserie, Cité internationale de la tapisserie, Aubusson.
- [Quand ?] : Paul Deltombe. A Fench Impressionnist, rétrospective au Watherhouse & Dodd, Londres.

## Élèves
- Jean Bruneau (1921-2001), de 1938 à 1943, grand prix de l'école des beaux-arts de Nantes.